# Keitele
Keitele [ˈkɛitɛlɛ] ist eine Gemeinde in der finnischen Region Savo mit rund 2700 Einwohnern. Sie liegt im Westen Landschaft Nordsavo 82 km südwestlich von Iisalmi und 100 km nordwestlich von Kuopio. Die Entfernung zur Hauptstadt Helsinki beträgt 430 km.
Außer dem Gemeindezentrum gehören zu Keitele die Dörfer Hamula, Koutajärvi, Kukertaja, Leppäselkä, Sulkavanjärvi, Tossavanlahti, Viinikkala, Vuonamo und Äyräpää. Fast ein Fünftel der Gemeindefläche ist von Wasser bedeckt. Die größten Seen sind Nilakka und Koutajärvi.

## Politik

### Gemeinderat
Die stärkste politische Kraft in Keitele ist die bäuerlich-liberale Zentrumspartei. Bei der Kommunalwahl 2017 erhielt sie die Hälfte der Stimmen. Im Gemeinderat, der höchsten Entscheidungsinstanz in lokalen Angelegenheiten, stellt sie mit zehn von 19 Abgeordneten die absolute Mehrheit. Die beiden anderen großen Parteien des Landes, die Sozialdemokraten und die Nationale Sammlungspartei spielen mit zwei Sitzen beziehungsweise einem Sitz im Gemeinderat eine geringere Rolle als in anderen Regionen Finnlands. Ebenfalls im Gemeinderat vertreten sind die rechtspopulistischen Wahren Finnen mit drei sowie das Linksbündnis mit zwei Sitzen und die Christdemokraten mit einem Sitz.
| Partei                    | Wahlergebnis 2012 | Sitze   |
| ------------------------- | ----------------- | ------- |
| Zentrumspartei            | 50,0 % (−0,5)     | 10 (−1) |
| Wahre Finnen              | 17,5 % (−1,0)     | 3 (−1)  |
| Sozialdemokraten          | 10,0 % (−2,8)     | 2 (−1)  |
| Linksbündnis              | 9,3 % (+1,3)      | 2 (+1)  |
| Christdemokraten          | 6,7 % (+6,7)      | 1 (+1)  |
| Nationale Sammlungspartei | 5,5 % (−3,6)      | 1 (−1)  |